# Force India VJM10
O Force India VJM10 é o modelo de carro de corrida construído pela equipe Force India para a disputa da temporada de Fórmula 1 de 2017, pilotado por Sergio Pérez e Esteban Ocon.
O lançamento do carro ocorreu em 22 de fevereiro em Silverstone.
O modelo apresenta a barbatana na parte traseira, peça que divide opiniões sobre a estética, e que parece ser maior no carro da escuderia indiana (e mais discreta na Williams). A novidade em relação às equipes rivais fica por conta do degrau no bico, solução conhecida pelo público da Fórmula 1 e que foi usada por diversas equipes na temporada 2012. O nariz de "gonzo" permanece, mas o uso de duas alças no bico dá a impressão de que a protuberância é menor, dependendo do ângulo que se olhe. 
Em 14 de março, a equipe anunciou que eles utilizarão a pintura rosa, devido ao seu novo patrocinador, a empresa austríaca de tecnologia e tratamento de água, a BWT.

## Raio X
A Force India fez o dever de casa, conseguiu fechar com bons patrocinadores e, com dinheiro em caixa para desenvolvimento do carro, parece vir para brigar por posições intermediárias, podendo beliscar alguns pódios.

## Estatística
| Sergio Pérez | X              | Esteban Ocon |
| 100          | Pontos         | 87           |
| 0            | Vitórias       | 0            |
| 0            | Pole Positions | 0            |
| 1            | Volta Rápida   | 0            |
| 0            | Pódios         | 0            |
| 2            | Abandonos      | 1            |